# 李子文
李子文（1920年—2022年2月26日），祖籍浙江镇海，是通利琴行創辦人、老闆及董事長。李子文於1960年代把鋼琴普及化；又取得德國及英國組裝特許權，在香港組裝鋼琴，此舉大幅降低了當時鋼琴的成本。另外，他創辦了通利音樂基金及以琴行名義開演奏廳。